# Testa del Battista
La Testa del Battista è un dipinto tempera su tavola circolare (diametro 28 cm) attribuito a Giovanni Bellini o a Marco Zoppo, databile al 1465-1470 circa e conservata nei Musei civici di Pesaro.

## Storia
Il dipinto fa sicuramente parte di un originale commissione riminese. All'entusiastica attribuzione a Bellini del Longhi si sono contrapposte molteplici pareri di attribuzione invece allo Zoppo assegnazione divenuta tradizionalmente prevalente. Successivamente è stato anche supposto che la tavoletta facesse parte della predella polittico zoppesco della chiesa di San Giovanni Battista di Pesaro oggi a Berlino. Tuttavia è stato rilevato come l'immagine abbia la natura autonoma di un Joahnnesschüssel (vassoio di Giovanni) iconografia diffusa nel nord dell'Italia e dell'Europa e poco compatibile con l'inserimento in un polittico. Inoltre sono stati rintracciati alcuni documenti che riferiscono di una Testa del Battista donata dai duchi alla ricostruita chiesa.

## Descrizione e stile
La tavola mostra la testa di Giovanni Battista appena dopo la decapitazione, ancora col sangue che cola dal collo. Interessante è lo scorcio visto dal basso, che testimonia gli interessi vivi proprio in quegli anni per la rappresentazione prospettica della figura umana, di cui si ha un'ampia trattazione ad esempio nel De prospectiva pingendi di Piero della Francesca.
Stilisticamente l'opera si contraddistingue per una brillantezza nei colori e un segno energico e drammatico che sono affini alle caratteristiche del Polittico di San Vincenzo Ferrer, prima opera della maturità del Bellini databile a dopo il 1464. Accostamento invece negato da Tempestini che lo attribuisce a Marco Zoppo soprattutto per l'espressività drammaticamente emozionale non consona al più equilibrato Giovanni Bellini.